# Biatlon a 2016. évi téli ifjúsági olimpiai játékokon
A 2016. évi téli ifjúsági olimpiai játékokon a biatlon versenyszámait február 14. és 21. között rendezték a Lillehammeri Birkebeineren Olimpiai stadionban.

## Naptár
| Dátum      | Kezdés | Versenyszám                          |
| ---------- | ------ | ------------------------------------ |
| 2016.02.14 | 12.15  | Fiú 7,5 km-es sprint biatlon         |
| 2016.02.14 | 14.45  | Lány 6 km-es sprint biatlon          |
| 2016.02.15 | 11.00  | Fiú 10 km-es üldözőverseny biatlon   |
| 2016.02.15 | 13.15  | Lány 7,5 km-es üldözőverseny biatlon |
| 2016.02.17 | 11.00  | Egyéni vegyes váltó biatlon          |
| 2016.02.21 | 12.00  | Vegyes váltó biatlon                 |

## Éremtáblázat
(A táblázatokban a rendező ország sportolói eltérő háttérszínnel, az egyes számoszlopok legmagasabb értéke, vagy értékei vastagítással kiemelve.)
| A 2016. évi téli ifjúsági olimpiai játékok éremtáblázata biatlonban | A 2016. évi téli ifjúsági olimpiai játékok éremtáblázata biatlonban | A 2016. évi téli ifjúsági olimpiai játékok éremtáblázata biatlonban | A 2016. évi téli ifjúsági olimpiai játékok éremtáblázata biatlonban | A 2016. évi téli ifjúsági olimpiai játékok éremtáblázata biatlonban | Olimpia  |
| ------------------------------------------------------------------- | ------------------------------------------------------------------- | ------------------------------------------------------------------- | ------------------------------------------------------------------- | ------------------------------------------------------------------- | -------- |
|                                                                     | Ország                                                              | Arany                                                               | Ezüst                                                               | Bronz                                                               | Összesen |
| 1.                                                                  | Norvégia (NOR)                                                      | 2                                                                   | 4                                                                   | 0                                                                   | 6        |
| 2.                                                                  | Németország (GER)                                                   | 1                                                                   | 1                                                                   | 0                                                                   | 2        |
| 3.                                                                  | Franciaország (FRA)                                                 | 1                                                                   | 0                                                                   | 1                                                                   | 2        |
| 4.                                                                  | Kína (CHN)                                                          | 1                                                                   | 0                                                                   | 0                                                                   | 1        |
| 4.                                                                  | Ukrajna (UKR)                                                       | 1                                                                   | 0                                                                   | 0                                                                   | 1        |
|                                                                     |                                                                     |                                                                     |                                                                     |                                                                     |          |
| 6.                                                                  | Oroszország (RUS)                                                   | 0                                                                   | 1                                                                   | 3                                                                   | 4        |
|                                                                     |                                                                     |                                                                     |                                                                     |                                                                     |          |
| 7.                                                                  | Kazahsztán (KAZ)                                                    | 0                                                                   | 0                                                                   | 1                                                                   | 1        |
| 7.                                                                  | Olaszország (ITA)                                                   | 0                                                                   | 0                                                                   | 1                                                                   | 1        |
|                                                                     |                                                                     |                                                                     |                                                                     |                                                                     |          |
| Összesen                                                            | Összesen                                                            | 6                                                                   | 6                                                                   | 6                                                                   | 18       |

## Érmesek

### Fiú
| A 2016. évi téli ifjúsági olimpiai játékok érmesei fiú biatlonban |                                        |         |                                        |          |                                            |          |
| Versenyszám                                                       | Arany                                  | Arany   | Ezüst                                  | Ezüst    | Bronz                                      | Bronz    |
| Sprint                                                            | Emilien Claude · Franciaország (FRA)   | 19:01,5 | Sivert Guttorm Bakken · Norvégia (NOR) | 19:08,06 | Jegor Tutmin · Oroszország (RUS)           | 19:19,05 |
| Üldözőverseny                                                     | Sivert Guttorm Bakken · Norvégia (NOR) | 28:10,7 | Jegor Tutmin · Oroszország (RUS)       | 29:21,4  | Szajd Karimulla Khalil · Oroszország (RUS) | 29:28,4  |

### Lány
| A 2016. évi téli ifjúsági olimpiai játékok érmesei lány biatlonban |                                      |         |                                           |         |                                               |         |
| Versenyszám                                                        | Arany                                | Arany   | Ezüst                                     | Ezüst   | Bronz                                         | Bronz   |
| Sprint                                                             | Juliane Frühwirt · Németország (GER) | 18:23,5 | Marthe Krakstad Johansen · Norvégia (NOR) | 18:29,1 | Arina Pantova · Kazahsztán (KAZ)              | 18:40,6 |
| Üldözőverseny                                                      | Khrisztina Dmitrenko · Ukrajna (UKR) | 25:12,9 | Marthe Krakstad Johansen · Norvégia (NOR) | 25:20,4 | Lou Jeannmonnot Laurent · Franciaország (FRA) | 25:20,5 |

### Vegyes
| A 2016. évi téli ifjúsági olimpiai játékok érmesei vegyes biatlonban | |                                                           |                                                                                             |                                                           |                                                                                                   |                                                           |
| Versenyszám                                                          | Arany                                                                                                 | Arany                                                     | Ezüst                                                                                       | Ezüst                                                     | Bronz                                                                                             | Bronz                                                     |
| Egyéni vegyes váltó                                                  | Kína (CHN) · Csu Csen-jü · Meng Fan-csi                                                               | 41:35,4                                                   | Norvégia (NOR) · Fredrik Qvist Buchen-Johannessen · Marthe Krakstad Johansen                | 41:35,6                                                   | Oroszország (RUS) · Jegor Tutmin · Jekatyerina Ponyegyelko                                        | 41:50,3                                                   |
| Vegyes váltó                                                         | Norvégia (NOR) · Marit Øygard · Marthe Kråkstad Johansen · Fredrik Bucher-Johannessen · Sivert Bakken | 1:18:35.6 (0+3) (0+2) (0+0) (0+2) (0+3) (0+1) (0+0) (0+0) | Németország (GER) · Juliane Frühwirt · Franziska Pfnuer · Simon Gross · Danilo Riethmueller | 1:18:43.2 (0+3) (0+2) (0+0) (0+0) (0+1) (0+0) (0+1) (0+2) | Olaszország (ITA) · Samuela Comola · Irene Lardschneider · Cedric Christille · Patrick Braunhofer | 1:20:06.0 (0+0) (0+0) (0+0) (0+2) (0+1) (0+2) (0+0) (0+1) |